# Alz
Pour les articles homonymes, voir Alz.
L'Alz est une rivière de Bavière, dans le sud de l'Allemagne, dans laquelle s'écoule le lac Chiemsee, le plus grand lac de Bavière, et est un tributaire droit de l'Inn.

## Étymologie
Du pré-indoeuropéen *alz, « marais, végétation des marais (aulne) ».

## Géographie
Elle est longue de 63 km. Les principales agglomérations qu'elle traverse sont Altenmarkt an der Alz, Trostberg, Garching an der Alz et Burgkirchen an der Alz.
L'Alz est divisée en Obere Alz (haute Alz) et l'Untere Alz (basse Alz) à partir d'Altenmarkt.

## Source
- (en) Cet article est partiellement ou en totalité issu de l’article de Wikipédia en anglais intitulé « Alz » (voir la liste des auteurs).